# Colletes cunicularius
Espèce
Statut de conservation UICN

 LC  : Préoccupation mineure
Colletes cunicularius, le collète des sablières, est une espèce d'abeilles solitaires de la famille des Colletidae, qui creuse son nid dans le sable. Son épithète spécifique cunicularius évoque cette pratique commune typique chez les lapins (Oryctolagus cuniculus). D'autres espèces de Colletes partagent ces mêmes mœurs. Elle est présente en Europe et en Asie.

## Synonymes
- Colletes hirtus Lepeletier, 1825
- Colletes cinerea Fourcroy, 1785

## Noms vernaculaires
- collète des sablières
- collète fouisseur (confusion avec d'autres espèces comme Colletes fodiens)
- collète lapin

## Description
Une des plus grandes espèces de son genre : corps long de 13 à 17 mm couvert d'une toison abondante brun-roux sur le dessus du thorax, blanc ou crème ailleurs. La face des mâles est aussi velue.

## Répartition
On trouve cette espèce en Europe et dans le nord de l'Asie (à l'exception de la Chine).

## Cycle de vie
Cette espèce est l'une des plus précoces de son genre : les adultes sont visibles de mars-avril à mai.

## Interactions avec les plantes
Contrairement à ce que l'on a longtemps cru, C. cunicularius n'est pas oligolectique des saules, mais butine nombre d'autres espèces.
Par ailleurs, les mâles sont des pollinisateurs exclusifs d'orchidées du genre Ophrys, qui agissent comme leurre sexuel. Les insectes sont attirés par un ensemble de composés chimiques proches des phéromones sexuelles émises par la femelle, et se livrent alors à une pseudocopulation qui permet la pollinisation des fleurs.

## Parasites
Les larves de Sphecodes albilabris (autre abeille solitaire) sont parasites de cette espèce.